# کمربند قهرمانی زنان جهان ای‌ئی‌دبلیو
عنوان قهرمانی جهانی زنان ای‌ئی‌دبلیو (به انگلیسی: AEW Women's World Championship) یک عنوان قهرمانی جهانی کشتی حرفه‌ای مختص به زنان است که توسط پروموشن آمریکایی ای‌ئی‌دبلیو ایجاد شده است. قهرمان کنونی این کمربند، «تایملس» تونی استورم است که برای چهارمین بار قهرمان این عنوان شده است. او با شکست دادن ماریا می در گرند اسلم استرالیا به تاریخ ۱۵ فوریه ۲۰۲۵، قهرمان این عنوان شد.

## تاریخچه
در ۱۸ ژوئن ۲۰۱۹، شش ماه پس از تأسیس شرکت کشتی حرفه‌ای آمریکایی ای‌ئی‌دبلیو، تونی خان، رئیس و مدیرعامل اجرایی این شرکت، برنامه‌هایی را برای عناوین قهرمانی انفرادی و تگ تیم در بخش زنان اعلام کرد. سپس توسط برندی رودز، مدیر ارشد بازاریابی ای‌ئی‌دبلیو، اعلام شد که عنوان قهرمانی جهانی زنان ای‌ئی‌دبلیو در ۳۱ اوت و در جریان رویداد آل اوت رونمایی خواهد شد و اولین قهرمان در ۲ اکتبر در طول اولین قسمت برنامه تلویزیونی هفتگی ای‌ئی‌دبلیو که بعدا با نام داینامایت معرفی شد، مشخص خواهد شد.
هر دو شرکت‌کننده برای مسابقه قهرمانی در آل اوت مشخص شدند. اولین رقیب در کازینو بتل رویالی که در پیش‌نمایش شو برگزار شد، مشخص گردید که با پیروزی نایلا رز به اتمام رسید. بعدا در همان شب و در شوی اصلی، ریهو با شکست دادن هیکارو شیدا حریف او شد. در نخستین قسمت داینامایت، ریهو با شکست دادن رز، نخستین قهرمان این عنوان شد.
در رویداد آل اوت به تاریخ ۴ سپتامبر ۲۰۲۲، قرار بود قهرمان فعلی وقت، تاندر روزا، از عنوان قهرمانی خود در برابر تونی استورم دفاع کند. با این حال، به دلیل مصدومیت کمر روزا در اواخر ماه اوت، مسابقه لغو شد. به جای واگذاری عنوان قهرمانی، تصمیم گرفته شد که یک قهرمان موقت تا زمان بازگشت روزا مشخص شود و پس از آن، قهرمان موقت برای تعیین قهرمان بلامنازع با روزا روبرو شود. یک مسابقه چهارنفره برای آل اوت برنامه‌ریزی شد که در آن استورم، دکتر بریت بیکر، جیمی هیتر و هیکارو شیدا را شکست داد و قهرمان موقت شد. در رویداد فول گیر در ۱۹ نوامبر، هیتر استورم را شکست داد و قهرمانی موقت را از آن خود کرد. با این حال، در قسمت ۲۳ نوامبر از شوی داینامایت، اعلام شد که روزا از قهرمانی خود صرف نظر کرده است، بنابراین هیتر به طور پیش‌فرض قهرمان رسمی شد و دوره قهرمانی موقت استورم نیز به صورت عطف به ماسبق به دوره رسمی تبدیل شد.

## قهرمانان
تا ۱۲ اوت ۲۰۲۵، ۱۴ دوره قهرمانی بین ۹ قهرمان وجود داشته است و یک بار نیز عنوان بلاصاحب بوده است. ریهو نخستین دارنده این عنوان بود.«تایملس» تونی استورم با چهار دوره قهرمانی بیشترین تعداد قهرمانی را دارد و با بیش از ۵۱۲ روز، طولانی‌ترین دوره قهرمانی جمعی را نیز دارد. هیکارو شیدا نیز طولانی‌ترین و کوتاه‌ترین دوره‌های قهرمانی را دارد، به طوری که اولین دوره قهرمانی او ۳۷۲ روز و دومین دوره قهرمانی او ۲۵ روز طول کشید. ریهو با ۲۲ سال سن جوان‌ترین قهرمان بود، در حالی که نایلا رز با ۳۷ سال سن مسن‌ترین قهرمان است.
| † | قهرمان کنونی |

| ردیف | نام قهرمان           | تعداد دفعات | تعداد روزهای جمعی قهرمانی |
| ---- | -------------------- | ----------- | ------------------------- |
| ۱    | «تایملس» تونی استورم | ۴           | +۶۰۱                      |
| ۲    | هیکارو شیدا          | ۳           | ۴۳۶                       |
| ۳    | دکتر بریت بیکر       | ۱           | ۲۹۰                       |
| ۴    | جیمی هیتر            | ۱           | ۱۹۱                       |
| ۵    | ماریا می             | ۱           | ۱۷۴                       |
| ۶    | تاندر زوزا           | ۱           | ۱۷۲                       |
| ۷    | ریهو                 | ۱           | ۱۳۳                       |
| ۸    | نایلا رز             | ۱           | ۱۰۱                       |
| ۹    | سارایا               | ۱           | ۴۴                        |

## References
1. ↑  «All Elite Wrestling officially announced, Cody Rhodes confirms his role» (به انگلیسی). FOX Sports Asia. ۲۰۱۹-۰۱-۰۲. دریافت‌شده در ۲۰۲۵-۰۸-۱۲.
2. ↑  «The Young Bucks And Cody Officially Announced All Elite Wrestling». UPROXX (به انگلیسی). ۲۰۱۹-۰۱-۰۱. دریافت‌شده در ۲۰۲۵-۰۸-۱۲.
3. ↑  «Shad and Tony Khan comment on launch of All Elite Wrestling | Sporting News». www.sportingnews.com (به انگلیسی). ۲۰۱۹-۰۱-۰۸. دریافت‌شده در ۲۰۲۵-۰۸-۱۲.
4. ↑  Lambert، Jeremy (۲۰۱۹-۰۶-۱۹). «AEW Women's Title To Be Unveiled At All Out». Fightful | WWE News, AEW News, Pro Wrestling Backstage News (به انگلیسی). دریافت‌شده در ۲۰۲۵-۰۸-۱۲.
5. ↑  FM, Player, Tony Khan of All Elite Wrestling (به انگلیسی), retrieved 2025-08-12
6. ↑  Currier، Joseph (۲۰۱۹-۰۶-۲۰). «AEW to unveil Women's title at All Out». F4W/WON (به انگلیسی). دریافت‌شده در ۲۰۲۵-۰۸-۱۲.
7. ↑  "First AEW Women's Champion to be Crowned Soon". Newsweek (به انگلیسی). 2019-08-01. Retrieved 2025-08-12.
8. ↑  «AEW to Crown First Women's Champion on Debut TV Show». SI (به انگلیسی). ۲۰۱۹-۰۸-۰۱. دریافت‌شده در ۲۰۲۵-۰۸-۱۲.
9. ↑  All Elite Wrestling (2019-08-07), The Road to AEW All Out - Episode 04, retrieved 2025-08-12
10. ↑  Powell، Jason (۲۰۱۹-۰۸-۳۱). «AEW All Out results: Powell's live review of Chris Jericho vs. Hangman Page to become the first AEW Champion, Pentagon Jr. and Fenix vs. The Young Bucks in a ladder match for the AAA Tag Titles, Cody vs. Shawn Spears, Kenny Omega vs. Pac». Pro Wrestling Dot Net (به انگلیسی). دریافت‌شده در ۲۰۲۵-۰۸-۱۲.
11. ↑  Powell، Jason (۲۰۱۹-۱۰-۰۲). «10/02 AEW Dynamite TV results: Barnett's live review of Kenny Omega and The Young Bucks vs. Chris Jericho, Santana, and Ortiz, Pac vs. Hangman Page, Riho vs. Nyla Rose to become the first AEW Women's Champion, MJF vs. Brandon Cutler, Cody vs. Sammy Guevara, Jon Moxley appears». Pro Wrestling Dot Net (به انگلیسی). دریافت‌شده در ۲۰۲۵-۰۸-۱۲.
12. ↑  Powell، Jason (۲۰۲۲-۰۹-۰۴). «AEW All Out results: Powell's live review of Jon Moxley vs. CM Punk for the AEW World Championship, Toni Storm vs. Britt Baker vs. Jamie Hayter vs. Hikaru Shida for the Interim AEW Women's Title, Chris Jericho vs. Bryan Danielson, Ricky Starks vs. Powerhouse Hobbs, "Jungle Boy" Jack Perry vs. Christian Cage, Casino Ladder Match». Pro Wrestling Dot Net (به انگلیسی). دریافت‌شده در ۲۰۲۵-۰۸-۱۲.
13. ↑  Powell، Jason (۲۰۲۲-۱۱-۲۰). «AEW Full Gear results: Powell's live review of Jon Moxley vs. MJF for the AEW World Championship, The Acclaimed vs. Swerve Strickland and Keith Lee for the AEW Tag Titles, Toni Storm vs. Jamie Hayter for the Interim AEW Women's Title, Death Triangle vs. The Elite for the AEW Trios Titles, Saraya vs. Britt Baker». Pro Wrestling Dot Net (به انگلیسی). دریافت‌شده در ۲۰۲۵-۰۸-۱۲.
14. ↑  Rose، Bryan (۲۰۲۲-۱۱-۲۴). «Thunder Rosa relinquishes AEW Women's World Championship». F4W/WON (به انگلیسی). دریافت‌شده در ۲۰۲۵-۰۸-۱۲.